# 砷黝铜矿

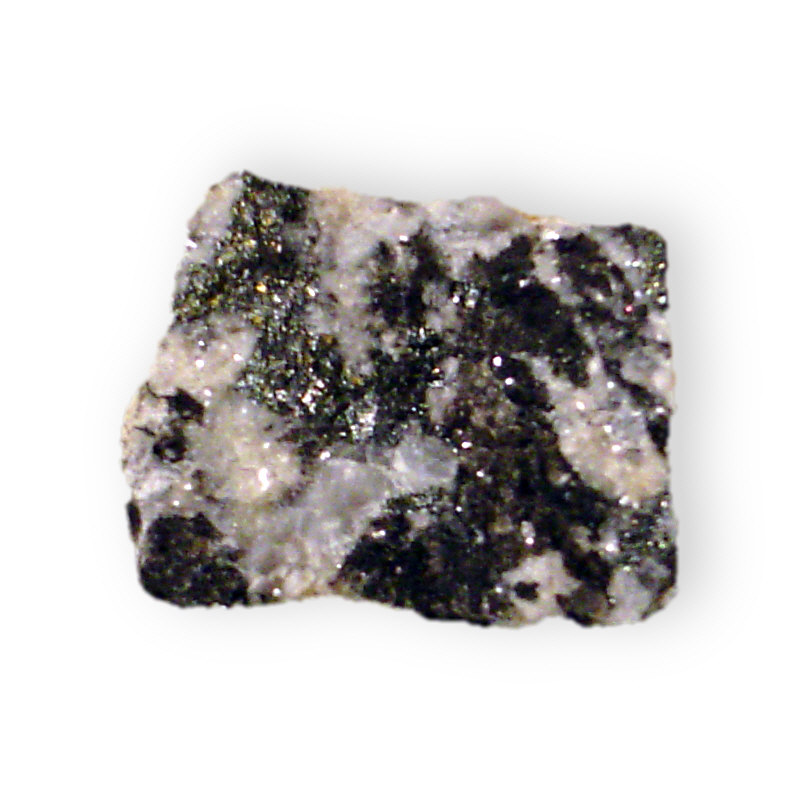
来自爱尔兰的砷黝铜矿

砷黝铜矿是一种铜砷硫代酸盐矿物，理想化学式是Cu12As4S13，其中的部分铜被铁、锌等元素置换后的化学式为Cu6[Cu4(Fe,Zn)2]As4S13。它在1819年被以英国化学家史密森·特南特的姓氏命名。它与黝铜矿（Cu12Sb4S13）十分相似，只是将其中的锑替换为了砷，这两种矿物均属于固溶系列。砷黝铜矿常产于热液和接触变质沉积矿中，萤石、重晶石、方铅矿、石英、黄铜矿和闪锌矿都是常见的伴生矿物。产于德国萨克森州的弗莱堡、瑞士的伦哥巴契、美国蒙大拿州的比尤特和科罗拉多州的阿斯彭等地。